# Sedlo Rozdiel (Wyhorlat)
Sedlo Rozdiel (875 m n.p.m.) – przełęcz w grupie górskiej Wyhorlat we wschodniej Słowacji, w granicach Obszaru Chronionego Krajobrazu Wyhorlat.

## Położenie
Znajduje się w centralnej części Wyhorlatu, w jego głównym grzbiecie, pomiędzy szczytem Motrogon (1018 m n.p.m.) na północy a szczytem Tŕstie (951 m n.p.m.) na południu. Wspomnianym grzbietem przez przełęcz biegnie wschodnia granica wielkiego słowackiego poligonu wojskowego Kamenica nad Cirochou (słow. Vojenský obvod Kamenica nad Cirochou). Od północy (od strony szczytu Motrogon) po przełęcz sięgają tereny rezerwatu przyrody Baba pod Vihorlatom.

## Charakterystyka
Przełęcz ma kształt dość rozległego, lecz wyraźnego siodła w głównym grzbiecie Wyhorlatu. Ku wschodowi jej stoki opadają początkowo łagodnie, później dość stromo ku dolinie źródłowego toku potoku Čremošná (prawobrzeżny dopływ Okny). Ku zachodowi stoki obniżają się miernie stromo ku dolinie źródłowego toku potoku Kamenica. Sama przełęcz jak i jej najbliższe otoczenie jest porośnięta lasem. Spod przełęczy w kierunku zachodnim schodzi kilka wąskich dróg leśnych, jednak o ograniczonym znaczeniu komunikacyjnym ze względu na teren wojskowy.

## Turystyka
Przełęcz jest umiarkowanie ruchliwym węzłem szlaków turystyczny. Od strony południowo-wschodniej na przełęcz wchodzą czerwone  znaki szlaku turystycznego, biegnącego z Remetskich Hamrów, a z przełęczy wiodące grzbietem na Motrogon (1018 m n.p.m.), a dalej na Sniński Kamień (1006 m n.p.m.). Natomiast grzbietem z południa, od strony szczytu Tŕstie, schodzą na przełęcz (i tu się kończą) znaki zielone  szlaku z Poruby pod Vihorlatom.